# BrasilSat A1
BrasilSat A1 est un satellite de télécommunications brésilien appartenant à la société publique Embratel (en). Lancé le 8 février 1985 par une fusée Ariane 3 depuis la base de lancement de Kourou, dans le département français de Guyane, il est le premier satellite artificiel de l'histoire du Brésil, permettant alors au Brésil de devenir indépendant en termes de télécommunications.
BrasilSat A1 et son successeur A2 sont des satellites de type HS-376 ; ils sont fabriqués par la société aérospatiale canadienne Spar Aérospatiale sous licence Hughes Space.